# 張定

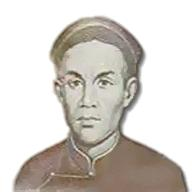
張定

張定（越南语：／；1820年—1864年8月19日），又名張公定（越南语：／）、張登定（越南语：／），男，越南阮朝軍事人物。
張定是廣義省平山縣人。其父張琴是嘉定右水衞衞尉，張定跟隨其父到嘉定省居住。後來其父死于任上，他就在嘉定寓居。嗣德十二年（1859年），法國進攻嘉定，張定與武維楊（千戶楊）等人，招募六千多義兵，號召百姓反抗法國侵略。他又把當地士紳豪強組織的義勇編成十八奇，多次擊敗法國軍隊。張定率兵在嘉定省和定祥省打遊擊戰，法國屢次鎮壓都未成功。1861年12月，他在一次戰鬥中擊沉了法軍的「希望」號（L'Espérance），一戰成名。因此獲得嗣德帝的讚賞和支持，任命其為管奇，領嘉定副領兵之職。
嗣德十五年（1862年），阮朝朝廷與法國簽訂《西貢條約》，將嘉定、定祥、邊和三省割讓給法國。嗣德帝降旨，下令南圻的民兵放棄抵抗。將張定派去富安省任職。但張定、阮忠直、武維楊等民兵首領都拒絕執行不抵抗命令。張定被三省義民推舉為頭目，稱中天將軍，拒絕潘清簡招降，繼續對抗法國軍隊。張定等人喪失朝廷支援，在裝備先進的法軍圍剿下，民兵彈藥補給不足。在一次衝突中，張定遭法軍包圍。為避免被擒，張定自殺身亡。
張定有一子張穗，也在抵抗法國軍隊時陣亡。
張定之妻黎氏賞在張定死後，無所依靠，返回原貫廣義定居，生活貧苦。嗣德二十七年（1874年），廣義省臣以“定之義既可獎，其妻之貧苦可憐”為由，上疏朝廷請求賑濟。朝廷下令每月供給二十緡錢，二方米，直到黎氏去世為止。嗣德三十一年（1878年），廣義省巡撫茶季平上奏“張定一門父子忠義”，獲准賜予五畝祀田。並以族親張文虎為嗣。嗣德三十四年（1881年），嗣德帝又下令在平山縣思恭社建祠祭祀張定，並每月多給黎氏賞十緡錢度日。
1975年，越南共和國發行的1000越南盾鈔票上印有張定的肖像，以示紀念。

## 外部連結
- （英文）.   [2018-11-03]. （原始内容存档于2022-05-18）.